# 滝野川 (暴力団)
滝野川一家（たきのがわいっか）は、東京都豊島区巣鴨に本拠を置く博徒系暴力団で、指定暴力団・住吉会の二次団体。

## 歴史
滝野川一家四代目・福原陸三が堀越睦会三代目会長・植村正光を跡目養子とし滝野川一家五代目を継承し当代になった。

## 歴代総長
- 初代 - 鈴木庄五郎
- 二代目 - 小宮初五郎
- 三代目 - 西村民蔵
- 四代目 - 福原陸三
- 五代目 - 植村正光
- 六代目 - 中村俊雄
- 七代目 - 遠藤甲司
- 八代目 - 栗原忠男
- 九代目（2024年〜） - 明南秀

## 最高幹部
- 総　 長 - 明 南秀（住吉会直参）
- 代　 行 - 工藤幸一（住吉会組織委員・堀越睦会会長）
- 会長補佐 - 森川恭行（住吉会組織委員）
- 理事長 - 中山真助（住吉会組織委員）
- 本部長 - 福田真武（住吉会組織委員）
- 運営委員長 - 齋藤浩章
- 事務局長 -  谷口悠二